# Eldorado (Oklahoma)
Eldorado – miasto w Stanach Zjednoczonych, w stanie Oklahoma, w hrabstwie Jackson.